# 村上春樹 雑文集
『村上春樹 雑文集』（むらかみはるき ざつぶんしゅう）は、村上春樹のエッセイを中心とした書籍。

## 概要
2011年1月31日、新潮社より刊行された。表紙の絵と挿絵は安西水丸と和田誠。1979年から2010年までの間に書かれた未収録、未発表の文章を中心に編纂された。全体を10のカテゴリーに分けて、文章が割り振られている。全69編。2015年11月1日、新潮文庫より文庫化された。
『アンダーグラウンド』（講談社、1997年3月）のリサーチャーを務めた高橋秀実は、本書の書評でこう述べている。
「実際の村上さんは、作品の文章と印象があまり変わらないのである。日常会話でも彼の言葉は一つひとつが屹立しており、ウソやごまかしがない。言葉の裏に作為のようなものが感じられず、『牡蠣フライが食べたい』と言えば、それは牡蠣フライを食べたいということしか含意していない。（中略）本書は村上さんの実像を味わえる貴重な一冊といえるだろう。」

## 内容の一部
自己とは何か（あるいはおいしい牡蠣フライの食べ方）
倫理学者・大庭健の著書『私という迷宮』（専修大学出版局、2001年4月）の解説として書かれた。『現代文B』（桐原書店）、『探求現代文B』（桐原書店）などの国語教科書に採用された。
安西水丸はあなたを見ている
安西水丸の漫画『平成版 普通の人』（南風社、1993年4月）の解説として書かれた。同書の漫画が一部掲載されている。
「四十歳になれば」――群像新人文学賞・受賞の言葉
初出は『群像』1979年6月号。受賞作の『風の歌を聴け』と共に掲載された。
「壁と卵」――エルサレム賞・受賞のあいさつ
日本語の活字の初出は『文藝春秋』2009年4月号。同号掲載の「僕はなぜエルサレムに行ったのか」というインタビュー記事の中で全文が紹介された。なお、2009年2月15日にイスラエルで行われた授賞式で村上が述べたスピーチは英語である。時間がなかったので、日本語で書いてジェイ・ルービンに急いで訳してもらい、それを自分で読みやすいように手を入れて原稿に用いたという。
ジム・モリソンのソウル・キッチン
初出は『エッジ』創刊号（1983年10月）。単行本収録は本書で2度目である。最初に収録された単行本は『村上朝日堂はいほー!』（文化出版局、1989年5月）で、その際のタイトルは「ジム・モリソンのための「ソウル・キッチン」」。
言い出しかねて
初出は『アルネ』3号（2003年3月）。『アルネ』は大橋歩が企画から取材や編集までのすべてを自身ひとりで手がけた季刊誌。「僕は飛行機に乗ると、いつも反射的に『言い出しかねて』という歌を思い出す」という内容のエッセイで、村上は歌詞の一部を訳している。
カズオ・イシグロのような同時代作家を持つこと
初出は『モンキー・ビジネス』2008年秋号。2010年3月に刊行されたカズオ・イシグロの研究書『Kazuo Ishiguro: Contemporary Critcal Perspectives』（Continuum）の序文として書かれた。英語のタイトルは「On Having a Contemporary Like Kazuo Ishiguro」。
デイヴ・ヒルトンのシーズン
初出は『ナンバー』1980年10月5日号。元・日本プロ野球選手（1978年 - 1980年）のデーブ・ヒルトンにもらったサインが掲載されている。
にしんの話
1999年2月に刊行された『新版 象工場のハッピーエンド』（講談社）には収録されるも文庫版には収録されたなかったもの。
愛なき世界
超短編小説集『夜のくもざる』（平凡社、1995年6月）の選に漏れた作品。「ねえお母さん、『戦後民主主義』ってどういうものなの？ それから人間は愛がなくても『せっくす』するって本当？」という文章で始まる。
柄谷行人
これも『夜のくもざる』の選に漏れた作品。
茂みの中の野ネズミ
『夜のくもざる』の韓国語訳版あるいは中国語訳版のために書いた序文。
凍った海と斧
2006年10月30日にプラハで行われた「フランツ・カフカ賞」授賞式で読み上げた挨拶。英語で書かれた元の原稿を日本語に訳したものである。タイトルは、フランツ・カフカが1904年1月27日に友人のオスカー・ポラック宛に書いた手紙からとられている。カフカはそこで「思うのだが、僕らを噛んだり刺したりする本だけを、僕らは読むべきなんだ。本というのは、僕らの内なる凍った海に対する斧でなくてならない」と書いた。村上は「それこそがまさに、僕が一貫して書きたいと考えてきた本の定義になっている」と述べている。
解説対談　安西水丸×和田誠
2010年11月29日、青山で行われた対談。